# Comuna de Trzebinia
Trzebinia (polaco: Gmina Trzebinia) é uma gminy (comuna) na Polónia, na voivodia de Pequena Polónia e no condado de Chrzanowski. A sede do condado é a cidade de Trzebinia.
De acordo com os censos de 2004, a comuna tem 34 088 habitantes, com uma densidade 324 hab/km².

## Área
Estende-se por uma área de 105,22 km², incluindo:
- área agricola: 40%
- área florestal: 44%

## Demografia
Dados de 30 de Junho 2004:
|                      | Total   | Total | Mulheres | Mulheres | Homens  | Homens |
| -------------------- | ------- | ----- | -------- | -------- | ------- | ------ |
|                      | pessoas | %     | pessoas  | %        | pessoas | %      |
| População            | 34 088  | 100   | 17 471   | 51,3     | 16 617  | 48,7   |
| Densidade (pop./km²) | 324     | 100   | 166      | 166      | 157,9   | 157,9  |

De acordo com dados de 2002, o rendimento médio per capita ascendia a 1511,22 zł.

## Comunas vizinhas
- Alwernia, Bukowno, Chrzanów, Jaworzno, Krzeszowice, Olkusz